# Гайнц Фабінгер
Гайнц Фабінгер (нім. Heinz Fabinger) — німецький снайпер, учасник Другої світової війни, обер-фельдфебель. Кавалер Німецького хреста в золоті.

## Нагороди
- Німецька імперська відзнака за фізичну підготовку (DRL) (1937)
- Залізний хрест
  - 2-го класу (19 травня 1940)
  - 1-го класу (10 грудня 1940)
- Штурмовий піхотний знак в сріблі (10 грудня 1940)
- Чорний нагрудний знак «За поранення» (30 грудня 1941)
- Німецький хрест в золоті (24 травня 1942) — як обер-фельдфебель 3-го велосипедного дивізіону 456-го піхотного полку 256-ї піхотної дивізії.
- Відзнака снайпера 1-го ступеня — за 20 підтверджених вбивств ворожих військовослужбовців.